# Henok
Pogledajte također Henok, Kajinov sin.
Henok ili Henoh (hebr. חֲנוֹךְ, grč. Ενώχ, arap. دريس)), po biblijskoj tradiciji sedmi po redu patrijarh, sin Jeredov i otac Metušalahov (Post 5,18-24). Drugi je Henok bio Kajinov sin.
Iako se samo kratko spominje u Knjizi postanka, Henok je postao neizostavan dio židovskog, a posredno i djelomično i kršćanskog misticizma. Za njega se u Bibliji kaže da je bio pravedan ("hodio je s Bogom"), a ne spominje se da je umro, nego ga je "Jahve uzeo k sebi". O njegovom uznesenju na nebo gdje je, prema tradiciji, otkrio tajne zagrobnog života, opisao anđele, mesijanska viđenja i posljednji sud, nastale su drevne legende.
Henok je glavni lik hebrejske apokrifne apokaliptične književnosti. Pripisuje mu se apokrifni spis Henokova knjiga, napisana vjerojatno u 2. stoljeću pr. Kr., a sačuvana u etiopskom prijevodu i grčkim fragmentima.

## U kršćanstvu
Henok je, s obzirom na svoju kasniju apokrifnu reputaciju, dosta kratko spomenut u starozavjetnoj Knjizi Postanka (Pos 5,18-24) te nabrojen u Prvoj knjizi Ljetopisa (1 Ljet 1-1,5), kao sedmi nakon Adama, iza svoga oca Jareda. Zbog svoje pravednosti nije umro kao njegovi preci, već ga je Bog uzdignuo na nebo. Ukratko, o Henoku u Bibliji stoji zapisano sljedeće:
| » | Kad je Jeredu bilo sto i šezdeset i dvije godine, rodi mu se sin Henok. Po rođenju Henokovu, Jered je živio osam stotina godina, te mu se rodilo još sinova i kćeri. Jered poživje u svemu devet stotina šezdeset i dvije godine. Kad je Henoku bilo šezdeset i pet godina, rodi mu se Metušalah. Henok je hodio s Bogom. Po rođenju Metušalahovu, Henok je živio trista godina, te mu se rodilo još sinova i kćeri. Henok poživje u svemu trista šezdeset i pet godina. Henok je hodio s Bogom, potom iščeznu; Bog ga uze. | « |
|   | |   |

U Novom zavjetu nalaze se tri reference na starozavjetnog proroka Henoka. Prvo se kratko spominje u Evanđelju po Luki (Lk 3,37), u dijelu gdje se nabraja Isusovo rodoslovlje od Adama do Josipa. Zatim se drugi put spominje u Poslanici Hebrejima (Heb 11,5), gdje stoji:
| » | Vjerom bi Henok prenesen da ne vidi smrti, i ne nađe se, jer ga Bog prenese. Doista, prije nego bi prenesen dobi svjedočanstvo da je ugodio Bogu. | « |
|   | |   |

Treći spomen nalazi se u Judinoj poslanici (Jd 1,14-15) u kojoj piše sljedeće:
| » | Ali o njima proreče Henok, sedmi Adamov potomak: "Gle dolazi Gospodin s tisućama svojih svetih, suditi svima i kazniti sve bezbožnike za sva njihova bezbožna djela koja bezbožno počiniše, i za sve drske riječi koje bezbožni grješnici izgovoriše protiv njega." | « |
|   | |   |

Suvremeni znanstvenici vjeruju da je ovaj odlomak preuzet iz prvog poglavlja Henokove knjige, koja je dio etiopskog pravoslavnog kanona.

## U islamu
U Kuranu se spominje dvaput kao prorok pod imenom Idris:
"I Ismailu, i Idrisu, i Zulkiflu, a svi su oni bili strpljivi." (El-Enbija’:85)
"I spomeni u Knjizi Idrisa! On je bio istinoljubiv, vjerovjesnik, i Mi smo ga na visoko mjesto digli." (Merjem:56-57)
Kuran ne donosi detalje iz njegova života, niti njegovo poučavanje, a ne spominje niti povijesni period u kojem je živio.

## Apokrifne Henokove knjige
Tradicija je Henoku pripisala autorstvo nad tri apokrifne knjige:
- Prva je Knjiga proroka Henoka, koja se nalazi u kanonu Etiopske Crkve, a datira se u vrijeme između 3. st. pr. Kr. i 1. st. po. Kr. U njoj su zapisane vizije raja i pakla. Premda ova knjiga nije ušla ni u židovski niti u kršćanski kanon, te se s vremenom izgubila na Zapadu, njen sadržaj je uvelike oblikovao judeo-kršćansku mističnu tradiciju.
- Druga knjiga nalazi se u sastavu staroslavenske Biblije datirane u prva stoljeća nove ere.
- Treća knjiga je kabalistički tekst iz 5. stoljeća.